# Théâtre municipal de Hanoï
Le théâtre municipal de Hanoï (en vietnamien Nhà hát Lớn Hà Nội) est un bâtiment du centre de Hanoï, capitale du Viêt Nam. C'est l'un des monuments emblématiques de la ville. 

## Architecture
Inspiré de l'architecture de l'opéra Garnier de Paris, il est édifié sur les plans des architectes Broyer et Harlay.
Situé au 1, rue Tràng Tiên dans le district de Hoàn Kiêm, l'Opéra de Hanoï est mis en chantier le 7 juin 1901 pour être achevé en 1910.
Le bâtiment a une longueur de 87 m pour une largeur de 30 m.
D'une superficie de 2 600 m2, sa grande salle peut recevoir 598 personnes.
L’opéra est situé sur une belle place, au carrefour des rues Trang Tien et Hang Khay. Il donne sur la place de la Révolution d'Août, en mémoire des événements révolutionnaires allant d'août 1945 à la déclaration d’indépendance de la République démocratique du Viêt Nam, au matin du 2 septembre.
En 1997, l'Opéra d'Hanoï est rénové avec un financement de la France à l'occasion du septième sommet de la Francophonie, présidé par le président Jacques Chirac. 
À la saison des mariages (de septembre jusqu'à la fin de l'année), on voit régulièrement des mariés venir devant le bâtiment pour faire des photos.
Le soir du Nouvel An, le parvis de l'opéra est occupé par une grande scène, avec des jeux de projections de lumière sur ses façades, des concerts, ainsi qu'un feu d'artifice. 

## Histoire
En un siècle d'existence, le théâtre et la place devant laquelle il siège sont témoins de nombreux événements historiques de la Révolution d'Août et des premières années de la République démocratique du Vietnam :
- 17 août 1945 : meeting sur la place de l'Opéra de Hanoï pour la naissance du Front du Viêt Minh. La population de Hanoï assiste à l’apparition du drapeau rouge à étoile d’or au balcon du deuxième étage de l’opéra.
- 29 août 1945 : l'armée de libération du Viêt Bac entre à Hanoï et converge vers la place de l'Opéra de Hanoï.
- 16 septembre 1945 : tenue de la Semaine d'or.
- Début octobre 1945 : organisation de la Journée de la résistance du Nam bô.
- 2 mars 1946 : réunion de la première session de l'Assemblée nationale de la République démocratique du Vietnam au sein de l'Opéra de Hanoï.
- 2 septembre 1946 : cérémonie de célébration d'une année de gouvernement de la République démocratique du Vietnam en présence du Président Hô Chi Minh.
- Du 28 octobre au 9 novembre 1946 : adoption de la Constitution de la République démocratique du Vietnam lors de la 2e session de l'Assemblée nationale.

En 1991, Pierre Schoendoerffer tourne des scènes de son film Diên Biên Phu dans la capitale vietnamienne.
En 2006, le groupe Indochine y donne deux concerts avec l'orchestre national de Hanoï et en présence du vice-premier ministre du Vietnam et de l'ambassadeur de France au Vietnam.

## Galerie d'images

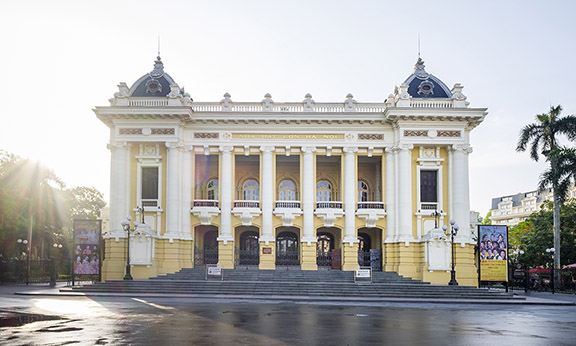
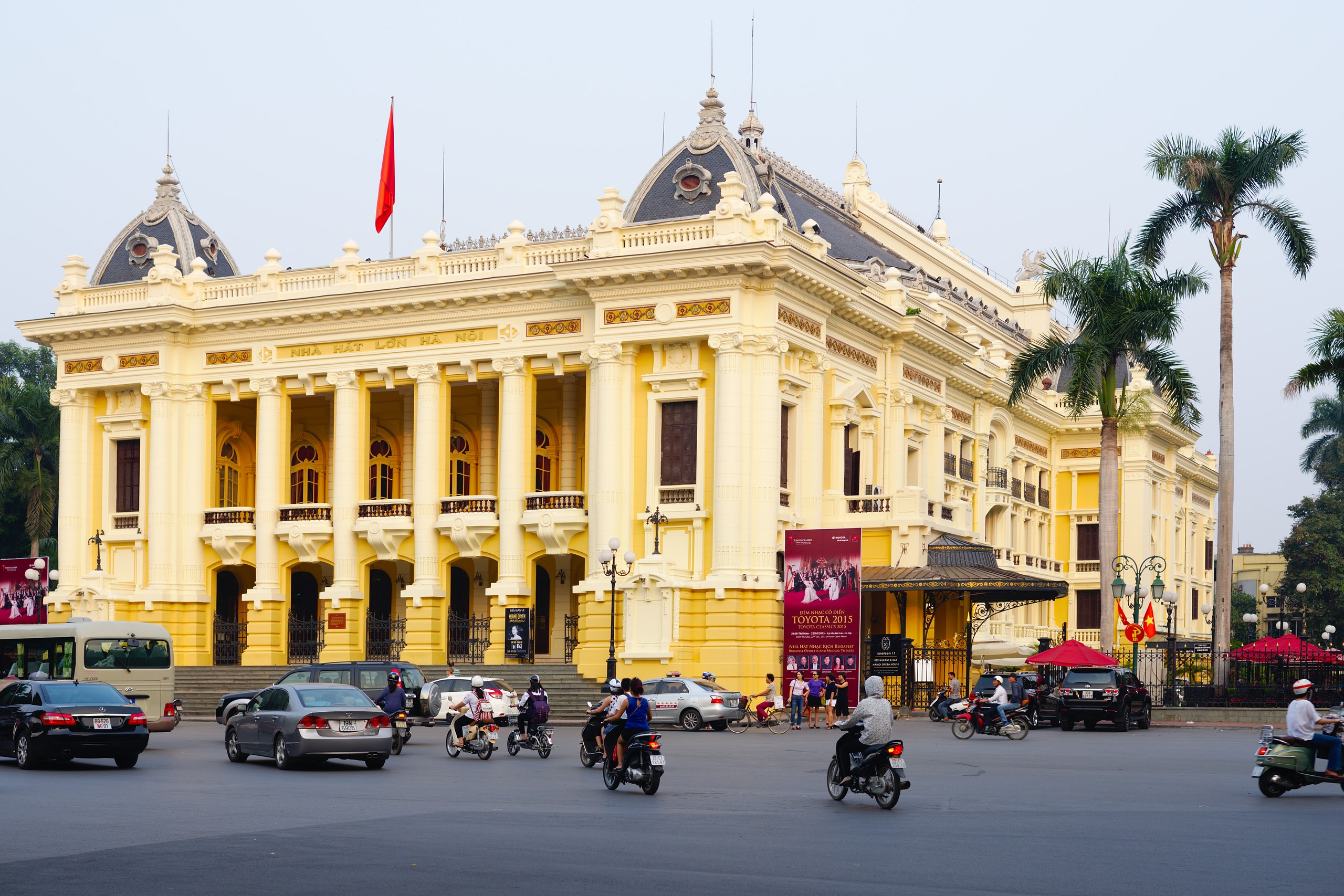
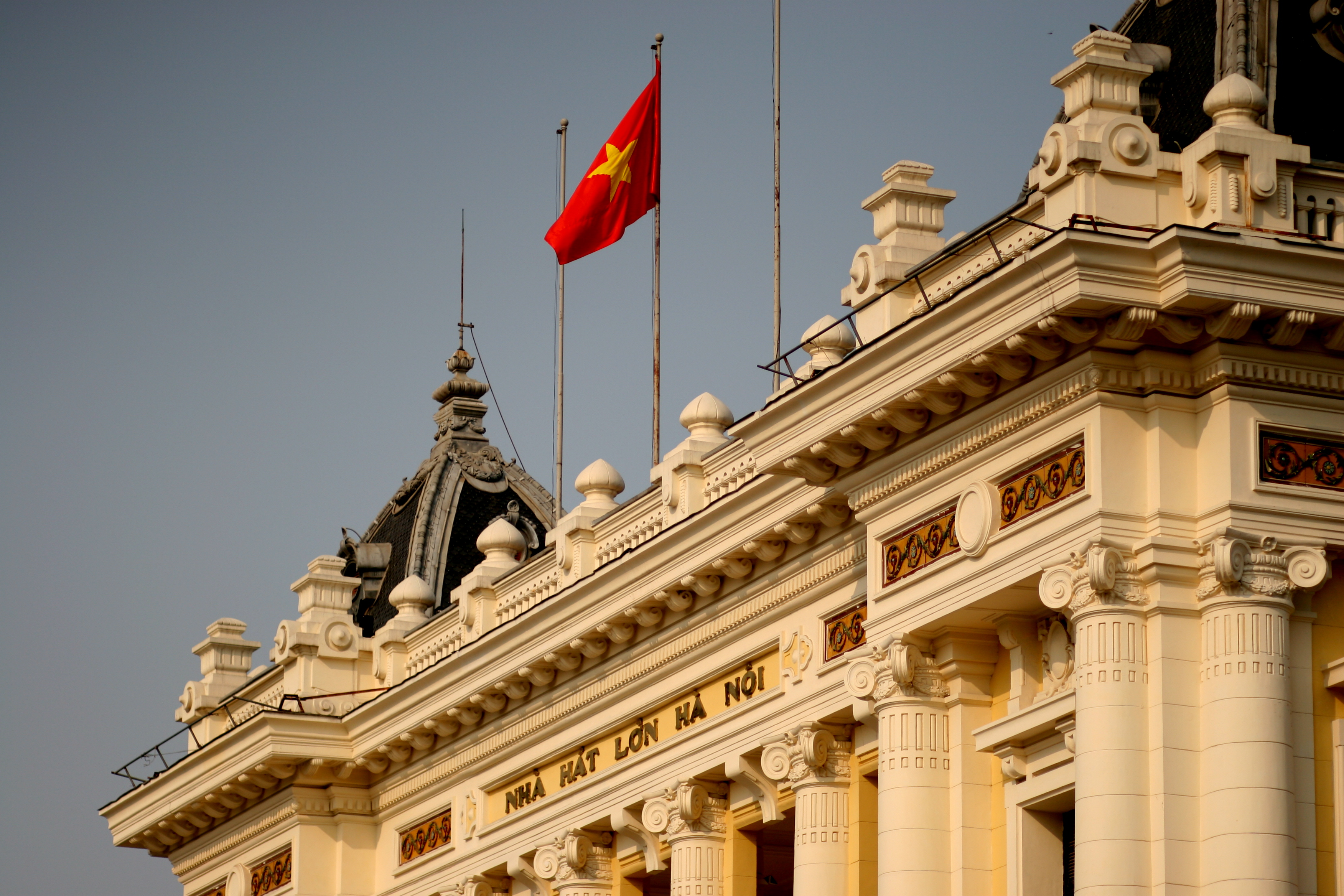
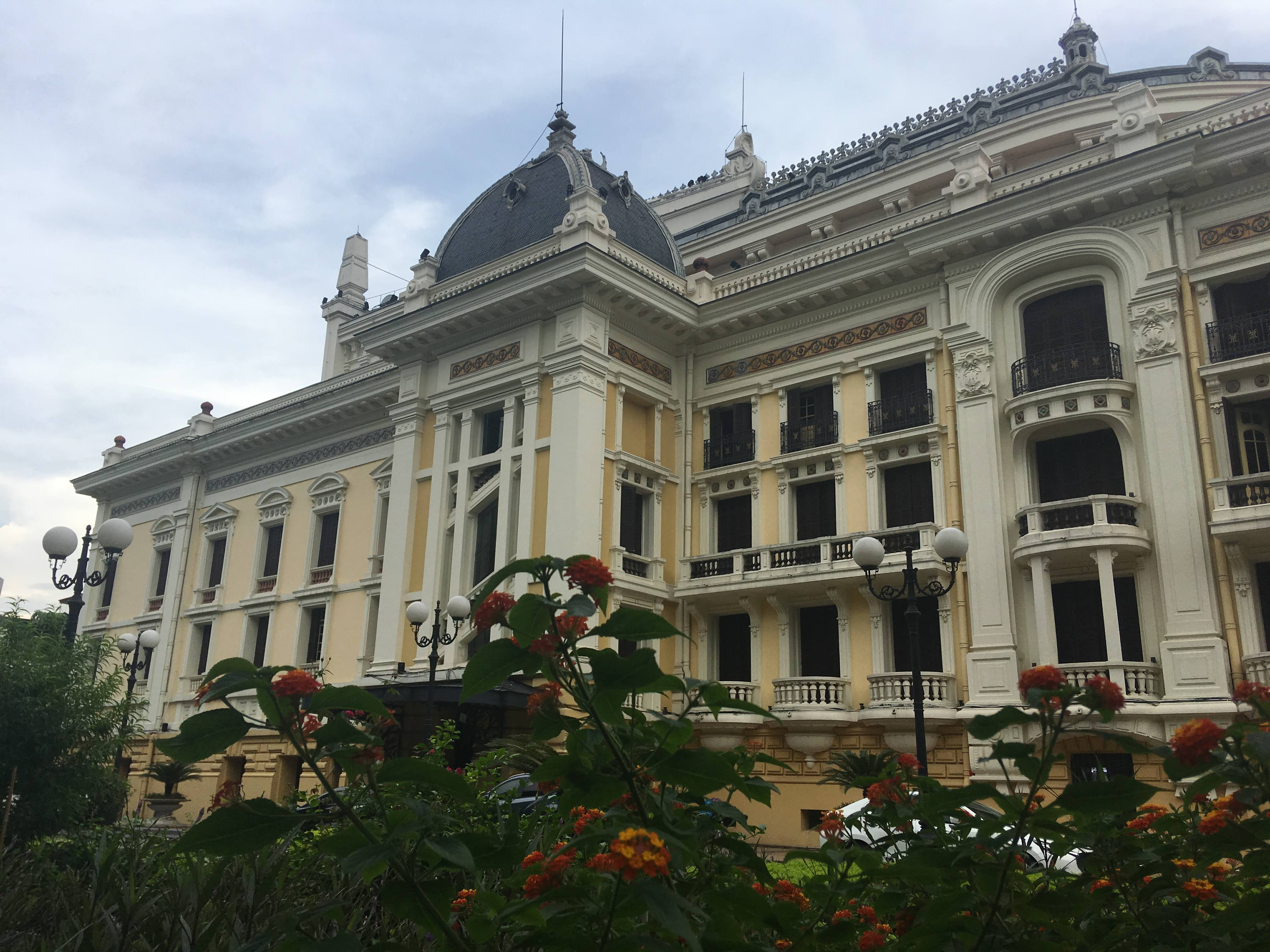
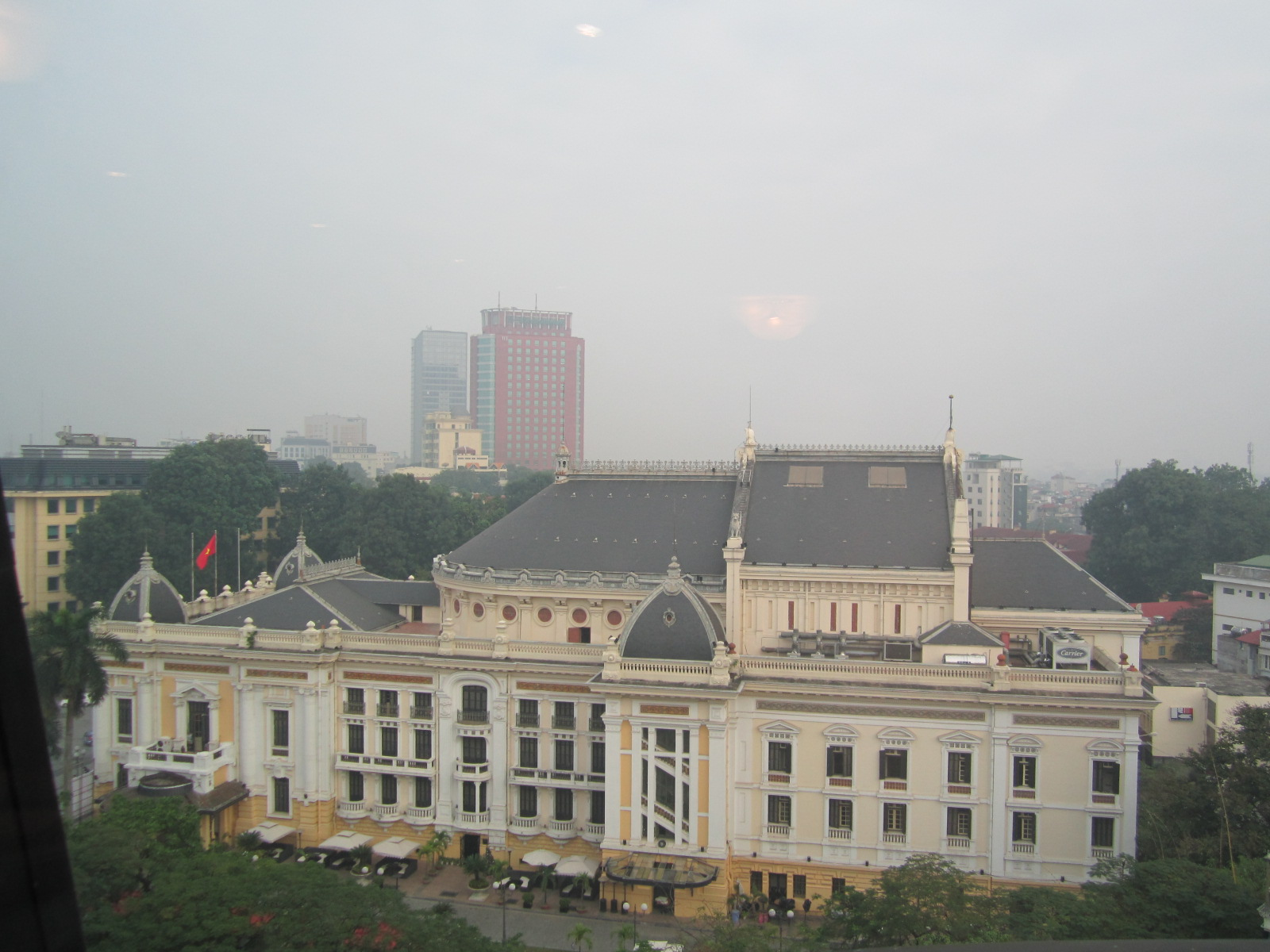
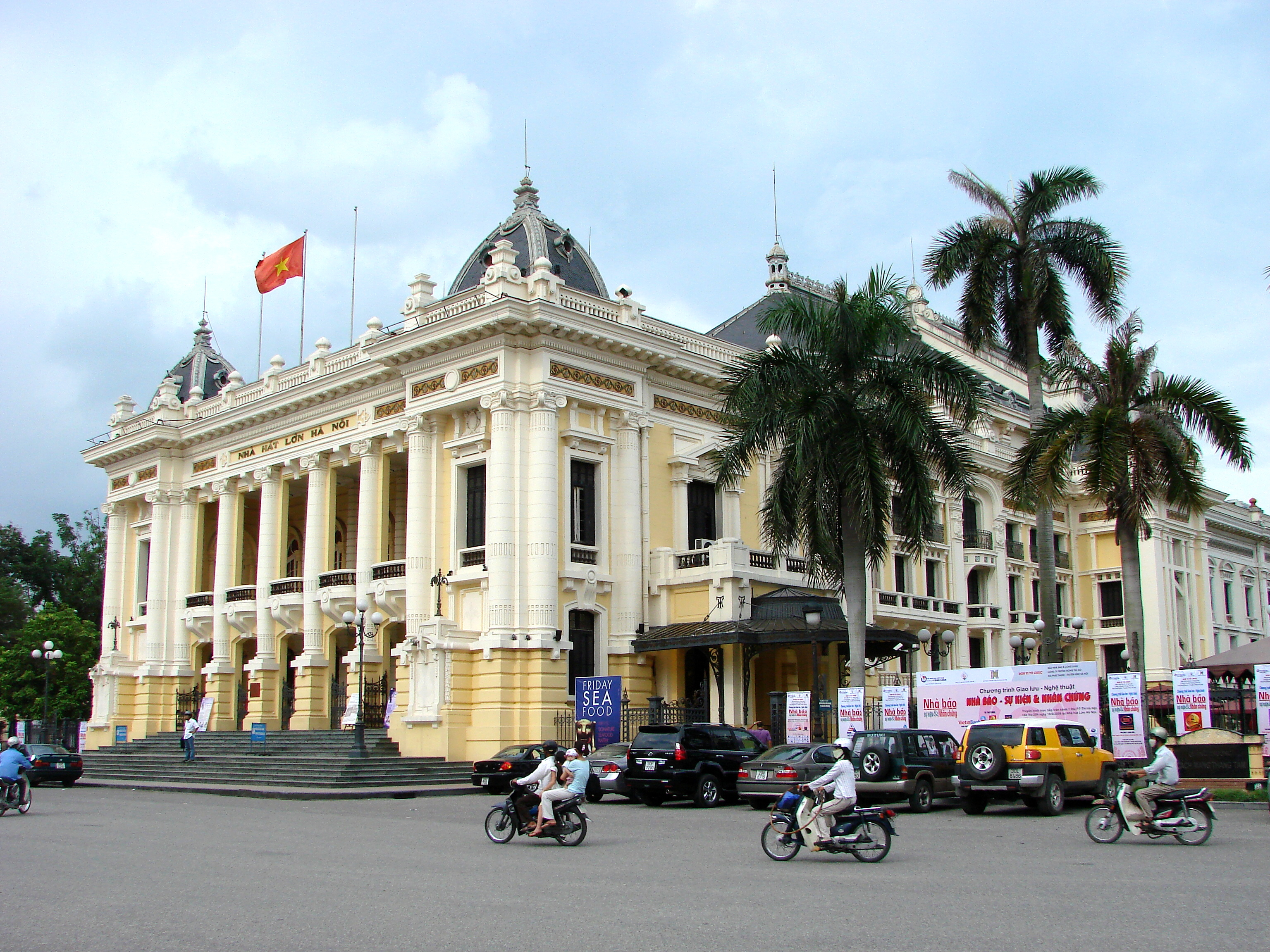
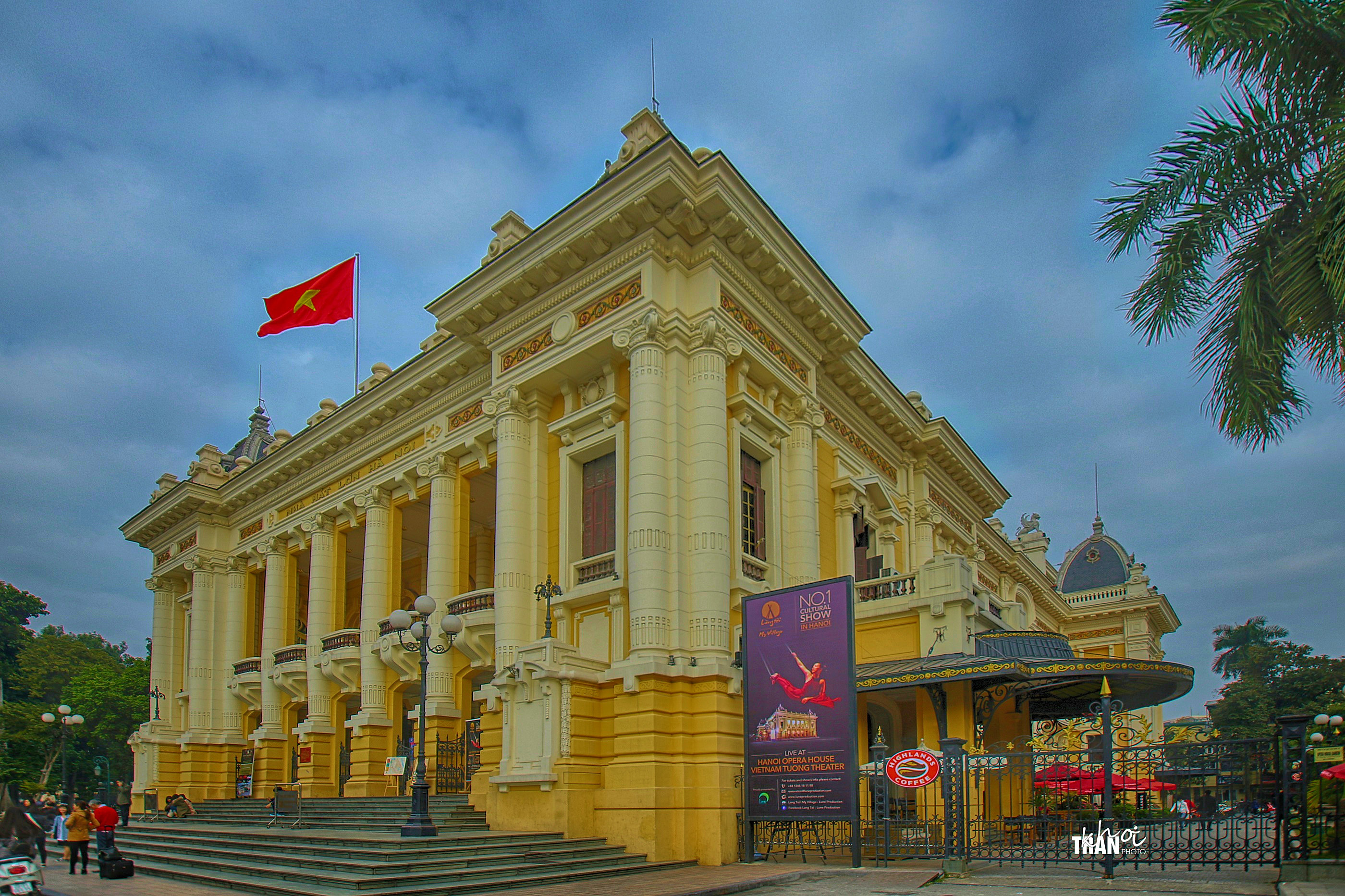
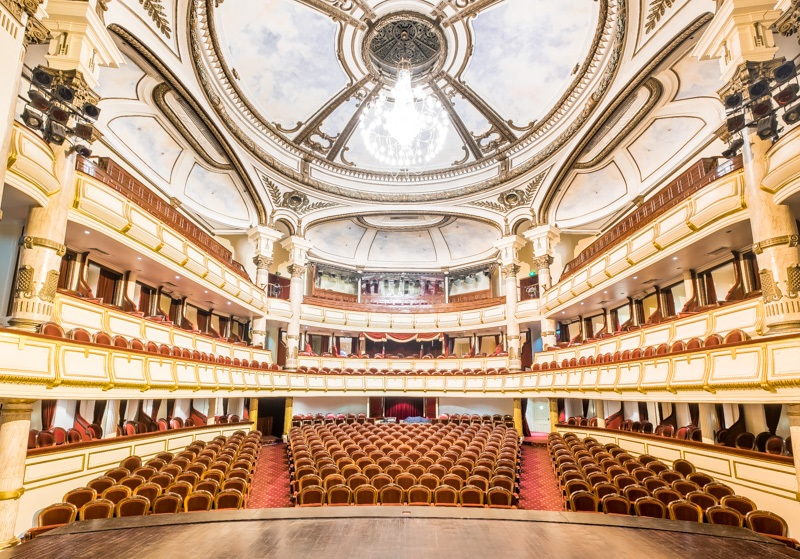
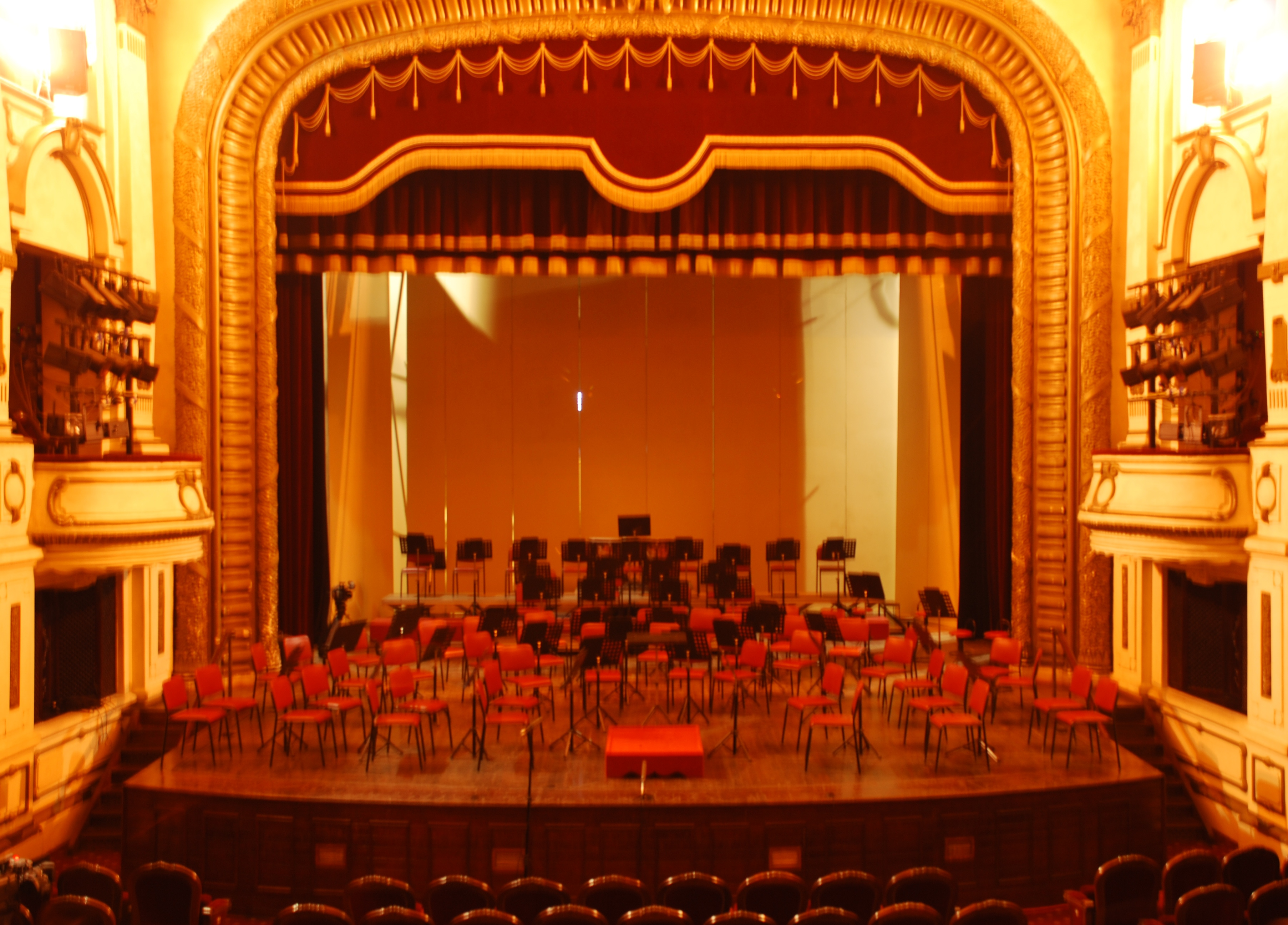
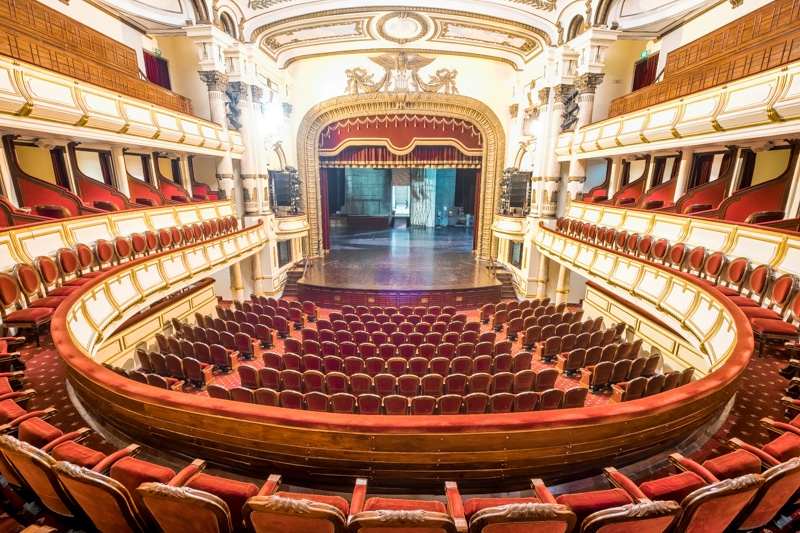
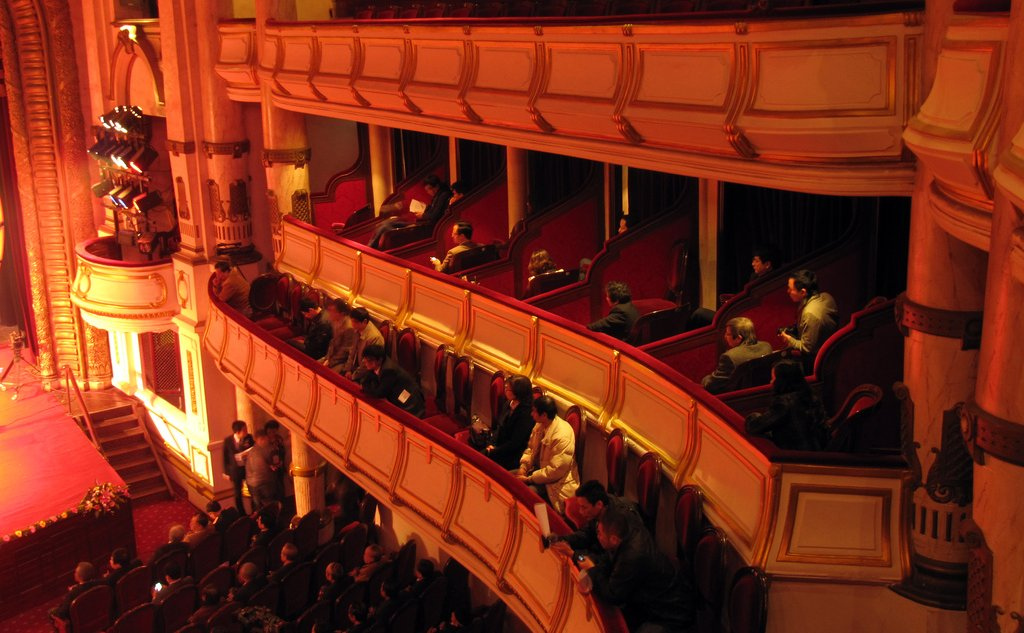
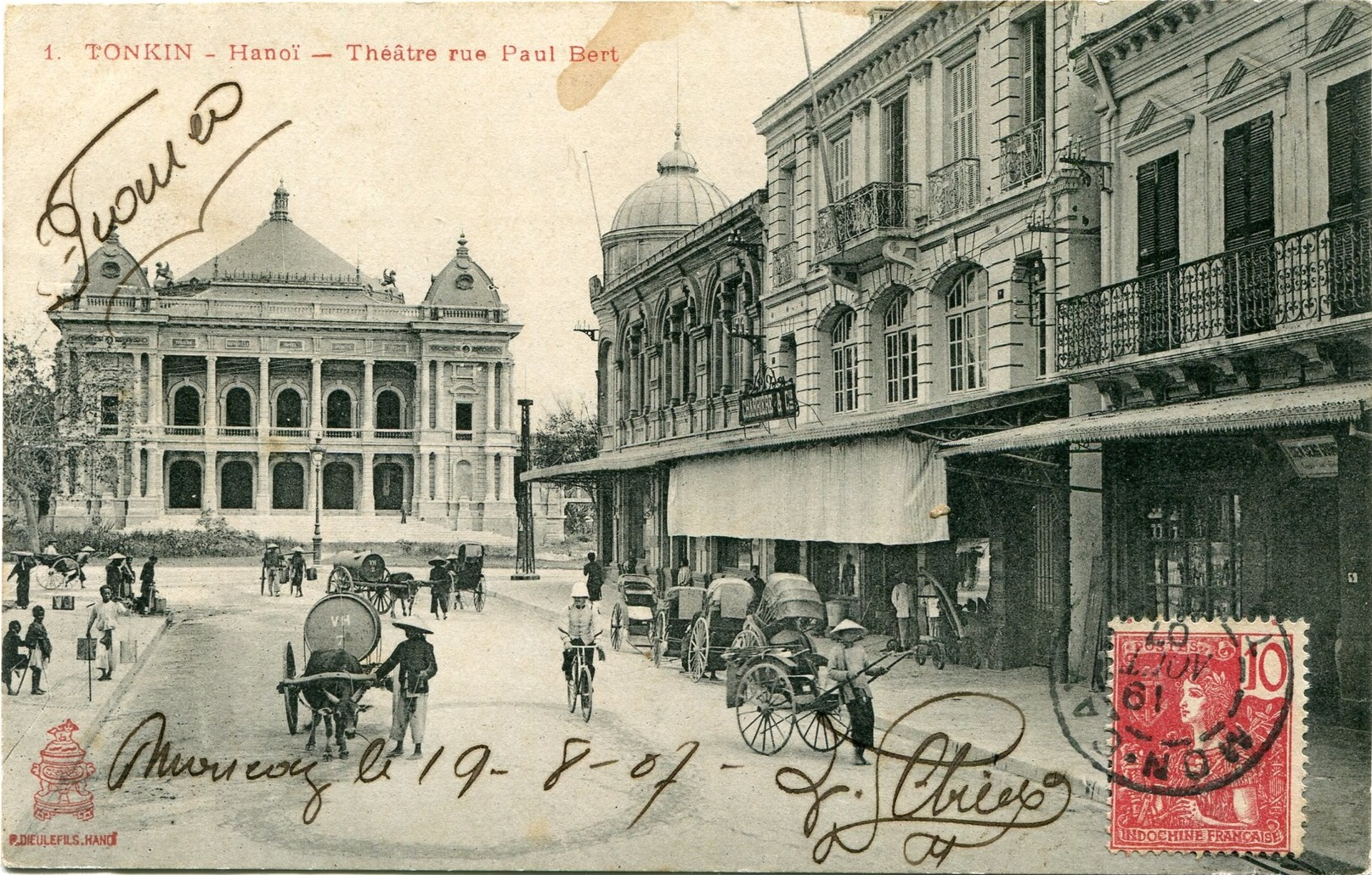
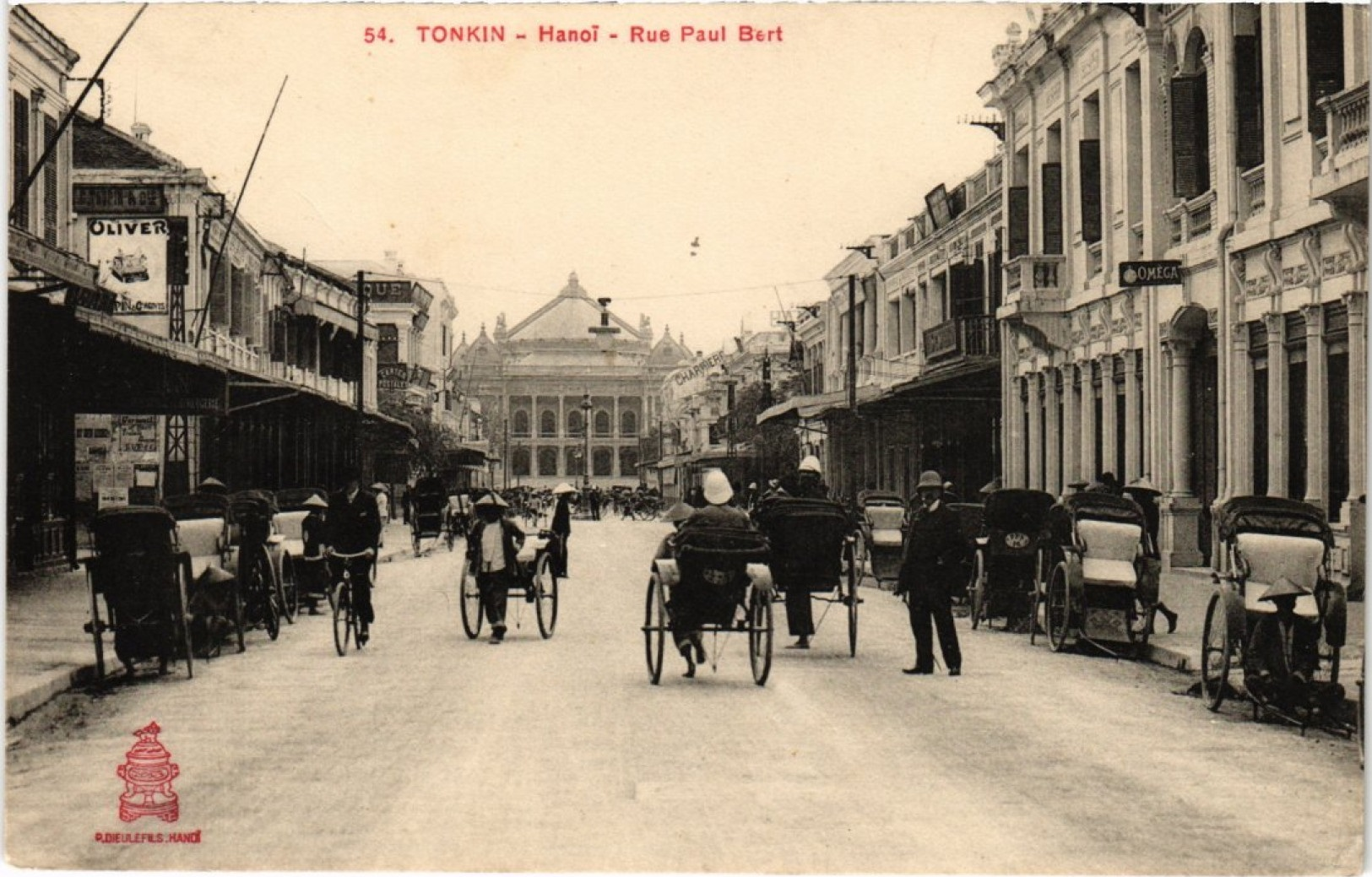
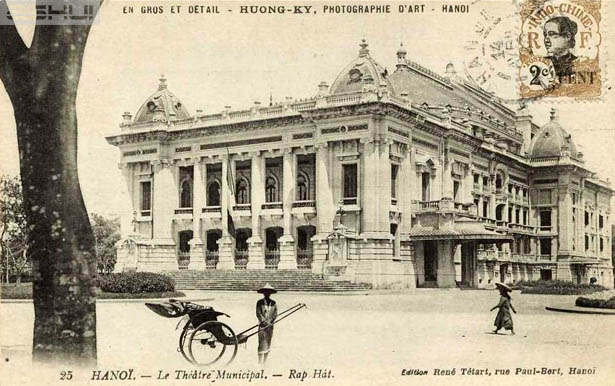